# Замошшя (Кіровський район)
Замо́шшя (рос. Замошье) — село в Кіровському районі Ленінградської області, Росія.